# Case (cantor)
Case Woodard, mais comumente conhecido com Case, é um cantor de R&B, Downtempo e Hip hop nascido em Nova Iorque nos Estados Unidos.

## Discografia

### Álbuns
| Ano  | Título                                                | Posição | Posição  | Certificações |
| Ano  | Título                                                | U.S.    | U.S. R&B | Certificações |
| ---- | ----------------------------------------------------- | ------- | -------- | ------------- |
| 1996 | Case - Released: 13 de agosto de 1996                 | 42      | 7        |               |
| 1999 | Personal Conversation - Released: 20 de abril de 1999 | 33      | 5        | - EUA: Ouro   |
| 2001 | Open Letter - Released: 24 de abril de 2001           | 5       | 2        | - EUA: Ouro   |
| 2009 | The Rose Experience - Release: 24 de março de 2009    | 111     | 2        |               |

### Singles
| Ano  | Nome                                                       | Posição      | Posição  | Album                     |
| Ano  | Nome                                                       | U.S. Hot 100 | U.S. R&B | Album                     |
| ---- | ---------------------------------------------------------- | ------------ | -------- | ------------------------- |
| 1996 | "More to Love"                                             | -            | 36       | Case                      |
| 1996 | "Touch Me, Tease Me" (featuring Foxy Brown e Mary J Blige) | 14           | 4        | Case                      |
| 1998 | "Faded Pictures" (with Joe)                                | 10           | 3        | Personal Conversation     |
| 1999 | "Happily Ever After"                                       | 15           | 3        | Personal Conversation     |
| 1999 | "Think of You"                                             | -            | 50       | Personal Conversation     |
| 1999 | "The Best Man I Can Be" (com: Ginuwine, R.L. e Tyrese)     | 67           | 15       | The Best Man (soundtrack) |
| 2001 | "Missing You"                                              | 4            | 1        | Open Letter               |
| 2001 | "Not Your Friend"                                          | -            | 65       | Open Letter               |
| 2004 | "Shoulda Known Betta" (com: Ghostface)                     | -            | 87       | The Rose Experience       |
| 2008 | "Lovely"                                                   | -            | 72       | The Rose Experience       |